# Boraldes de l'Aubrac
Pour les articles homonymes, voir Boralde (homonymie).
Les Boraldes de l'Aubrac désignent un ensemble de petits affluents de rive droite du Lot qui descendent du plateau de l'Aubrac par son versant sud-ouest (partie aveyronnaise).

## Géographie, géologie

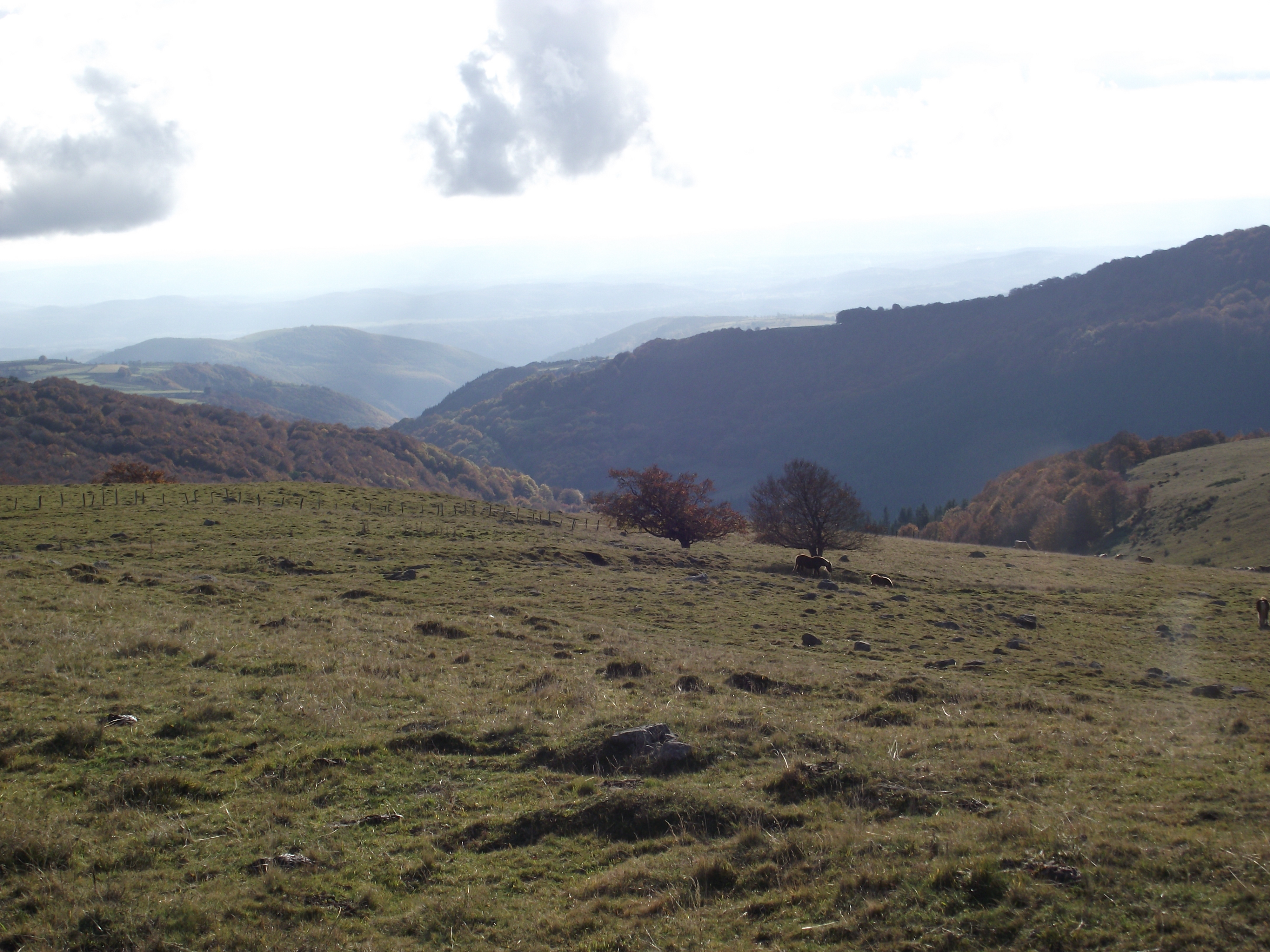
Vallée supérieure du Mardonenque vue du flanc sud-ouest du signal de Mailhebiau.

Les Boraldes sont des rivières assez courtes (10 à 30 km), rapides - puisque la plupart d'entre elles dévalent une pente d'environ 1000 m entre leur source et leur confluent avec le Lot - et qui coulent parallèlement les unes aux autres. Les vallées qu'elles ont creusées sont très profondes et les interfluves s'avancent comme les doigts d'une main jusqu'au Lot sur lequel ils tombent par un abrupt. Les vallées sont entaillées dans des roches métamorphiques (micaschiste, gneiss) qui forment ici exceptionnellement le socle de l'Aubrac. En amont, le socle est recouvert par des basaltes issues du volcanisme qui a affecté l'Aubrac il y a 7 Ma. Ces coulées peuvent former localement des barres rocheuses telle celles franchies par le Merdanson à Lacessat ou par le Mardonenque aux Vergnes (voir photos).

## Liste des boraldes
La liste suivante regroupe les principales boraldes d'ouest en est. Plus on avance vers l'est, moins la longueur des cours d'eau est importante et plus la pente dévalée est forte. Le dénivelé entre la source et le confluent va de 800 m à plus de 1000 m. Les confluents s'échelonnent entre Espalion et Pomayrols.
- Boralde Flaujaguèse ou de Flaujac : 29 km
- Boralde de Saint-Chély-d'Aubrac : 25 km
- Ruisseau des Mousseaux : 20 km
- Merdanson : 18 km
- Mardonenque : 15 km
- Bonance : 10 km

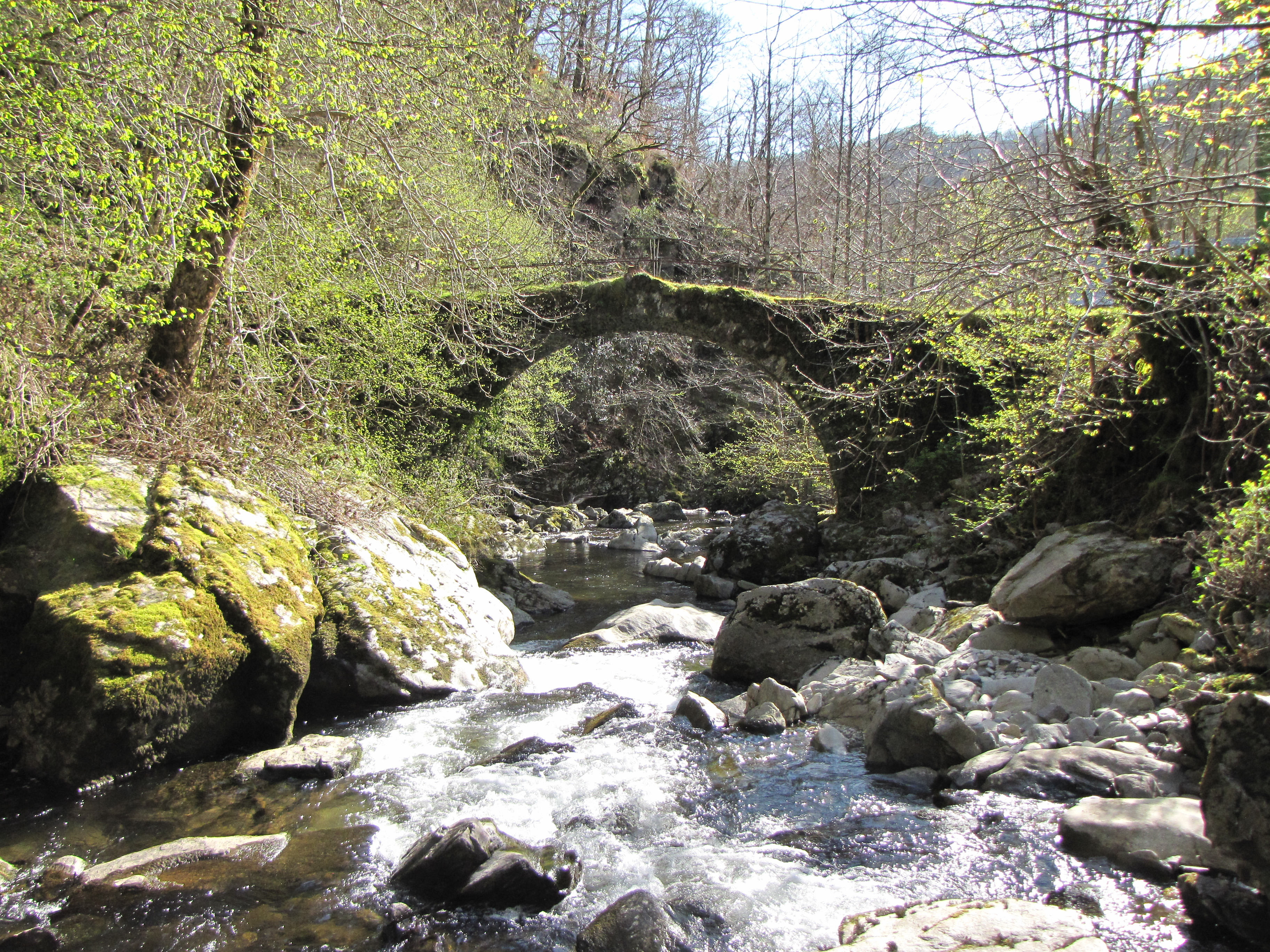
La boralde de Flaujac au niveau de l'abbaye de Bonneval.

La Boralde Flaujaguèse qui naît aux Trucs d'Aubrac (1440 m d'altitude), est nommée en amont de Condom « ruisseau des brasses » et ne prend son autre nom qu'en aval de Condom. Elle se jette dans le Lot à 340 m d'altitude, près d'Espalion.
La Boralde de Saint-Chély-d'Aubrac qui naît à l'est d'Aubrac au roc de Campiels (1340 m altitude) va rejoindre le Lot à Saint-Côme-d'Olt à environ 400 m d'altitude.
Entre ces deux Boraldes naît aux environs de Salgues une Boraldette qui prend sa source à 1000 m d'altitude environ pour rejoindre le Lot une dizaine de kilomètres plus loin.
Le Bonance, situé sur la commune de Pomayrols, prend sa source au-dessus du hameau des Ginestes  et descend vers le Lot en droite ligne jusqu'au hameau de La Tourre.

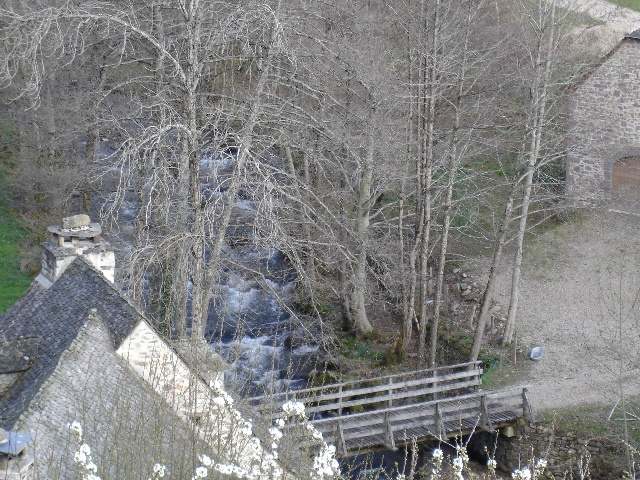
La Boralde de St Chély au moulin
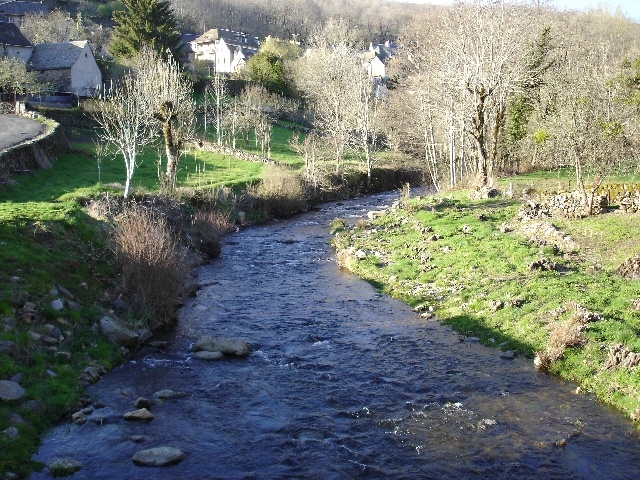
La Boralde de St Chély vue du pont vieux
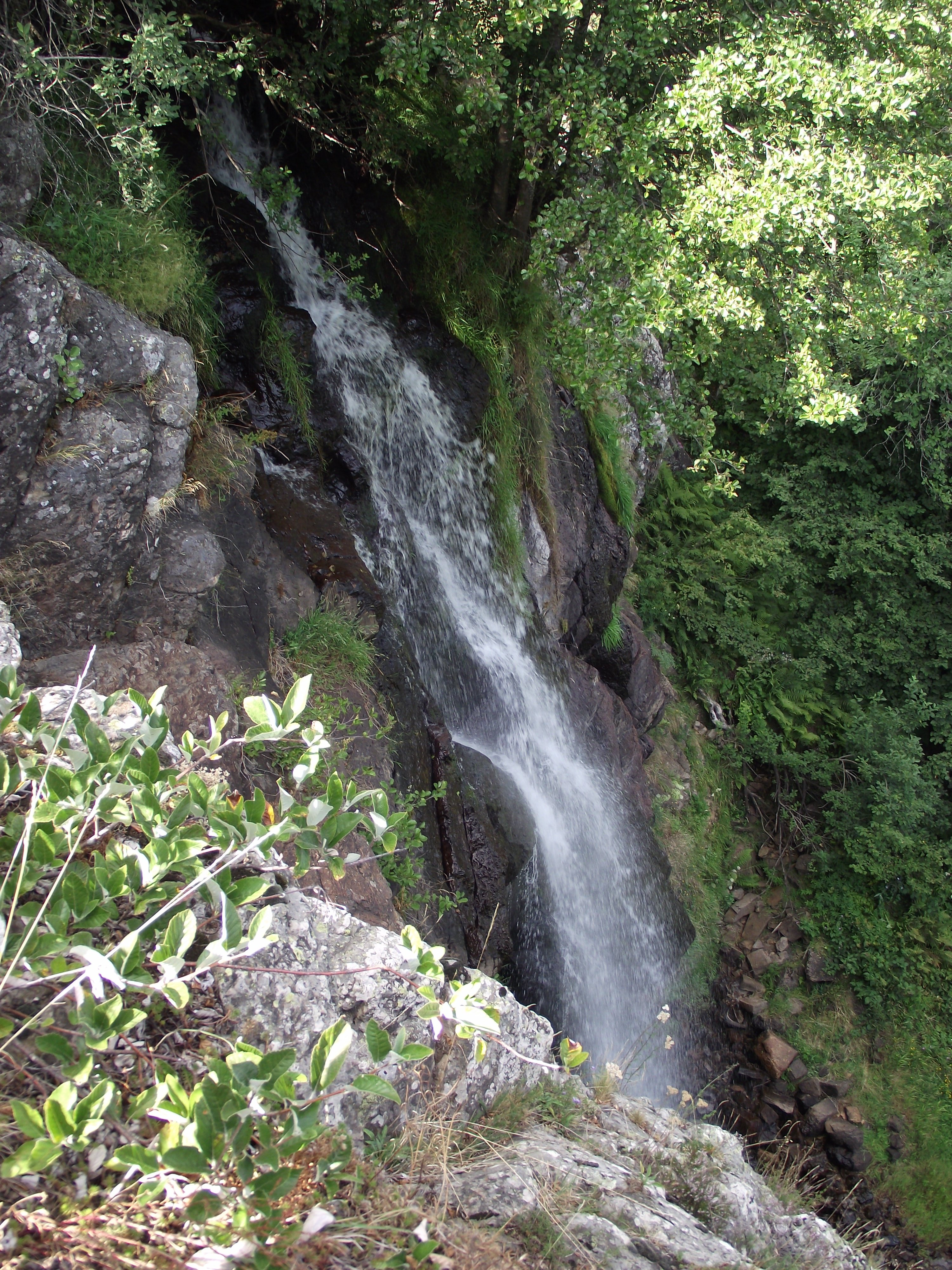
La cascade des Vergnes dans la haute vallée du Mardonenque.
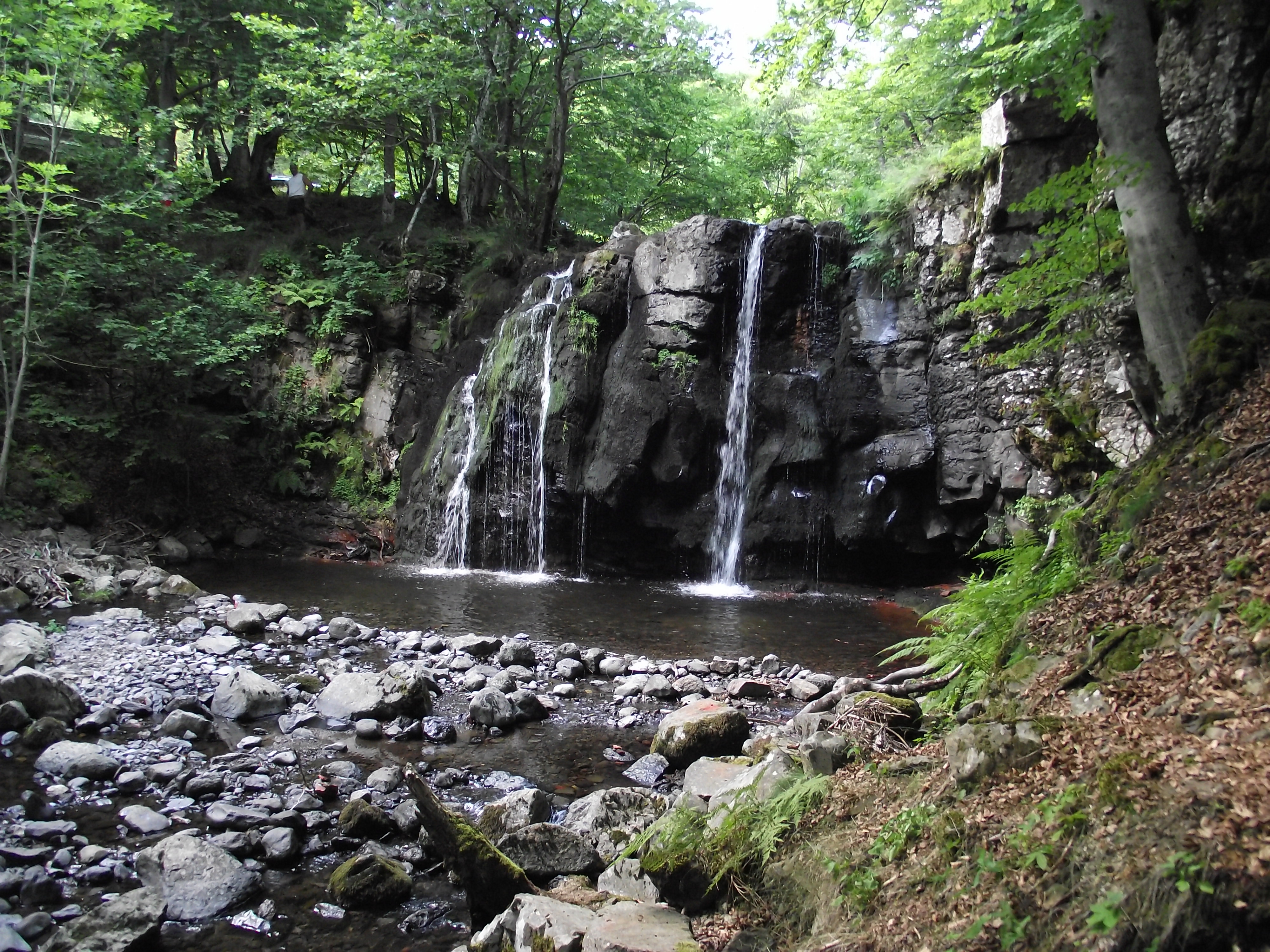
La cascade de Lacessat sur le Merdanson.

## Curiosités
En raison des pentes fortes, il existe beaucoup de cascades sur tous les ruisseaux. En dehors des deux déjà évoquées, on peut relever sur la Boralde de Saint-Chély :
- celle des Touzes qui est la plus accessible.

- Le Salt del grêl qui est une cascade du ruisseau d'Aubrac avant que celui-ci ne rejoigne la Boralde de Saint-Chély.

D'autres cascades sont accessibles mais seulement par le ruisseau et sont difficiles à retrouver.

## Économie locale
Les ruisseaux de montagne tels que les Boraldes ne sont pas qu'une eau claire et vive, qui passe entre des pierres, peuplée de truites (fario).
C'est l'énergie qui pendant des siècles a fait tourner les moulins, les scieries, tanneries... Elle fait donc  vivre la population locale, sans parler de l'irrigation et de la pêche.
Sur les anciennes carte de Cassini disponible sur Gallica (région de Mende), on peut voir des étoiles qui représentaient les moulins alors présents sur ces rivières. 